# Terlan

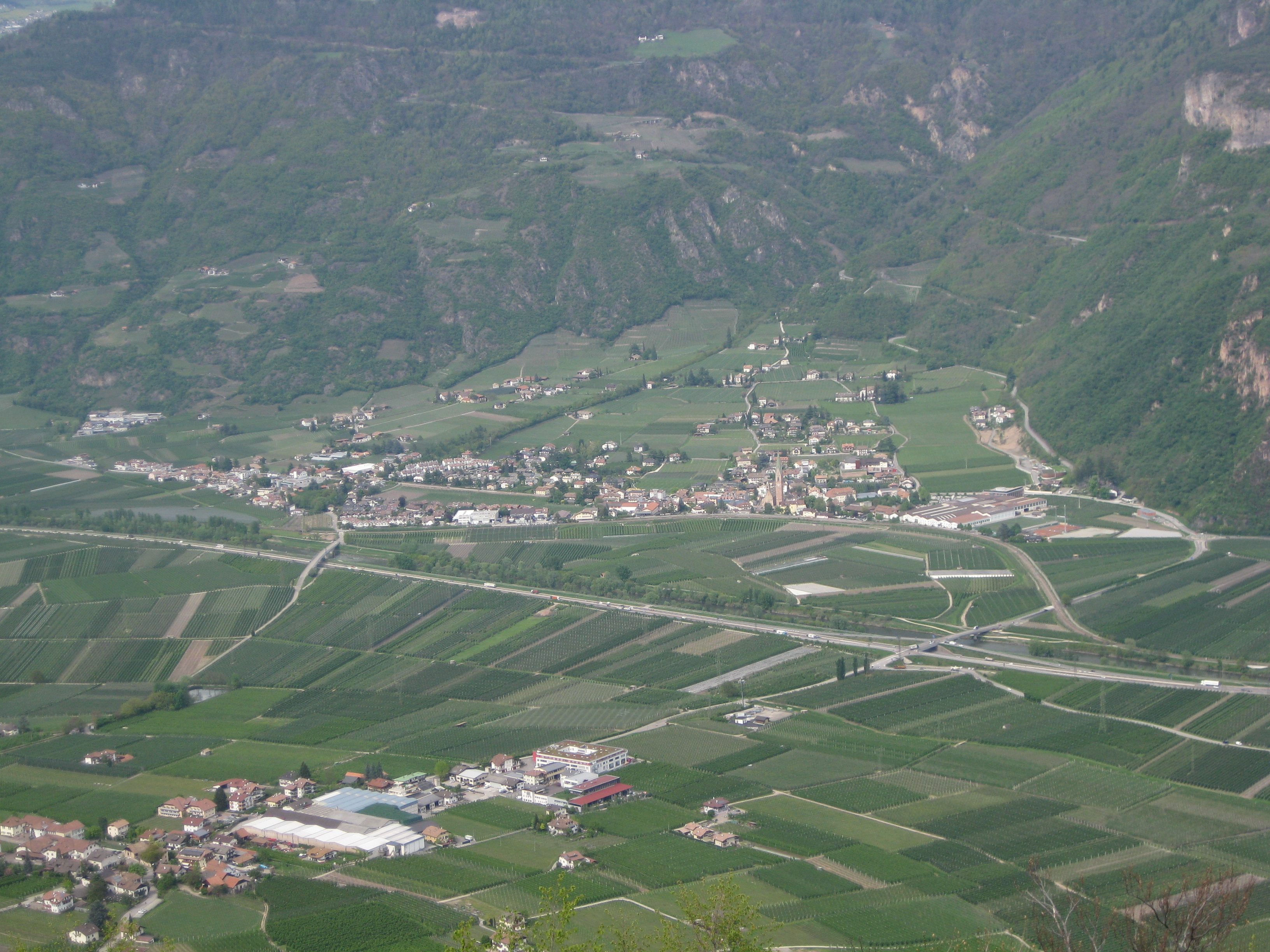
Hauptort Terlan, dahinter die Hänge des Tschögglbergs (Vorberg)

Terlan ([ˈtɛrlan]; italienisch: Terlano) an der Weinstraße ist eine italienische Gemeinde im Etschtal in Südtirol und hat 4904 Einwohner (Stand 31. Dezember 2023). Die Gemeinde besteht aus den Fraktionen (Ortschaften) Terlan, Siebeneich und Vilpian. Terlan ist für seinen Wein und seinen Spargel bekannt.
Wahrzeichen von Terlan sind die oberhalb des Ortes gelegene Burgruine Maultasch (Burgruine Neuhaus) und der schlanke, mit mehrfarbigen Dachschindeln gedeckte Turm der gotischen Hauptkirche aus dem 14. Jahrhundert.

## Geographie
Die Gemeinde Terlan befindet sich im Etschtal zwischen Bozen und Meran. Sie umfasst drei Dörfer: den zentral gelegenen Hauptort Terlan (250 m), südöstlich davon in direkter Nachbarschaft zu Bozen Siebeneich (250 m) und Vilpian (260 m) im Nordwesten. Alle genannten Ortschaften liegen hintereinander aufgereiht auf der orographisch linken, östlichen Seite der Etsch am Fuß des Tschögglbergs. In der Talsohle greift das Gemeindegebiet abschnittsweise auch auf die andere Flussseite über; an den Hängen des Tschögglbergs, wo sich auf einer Terrasse auch die kleine Streusiedlung Montigl (600 m) befindet, reicht es über dem Hauptort auf fast 1200 m Höhe hinauf.
Im Etschtal grenzt Terlan an Bozen, Eppan, Andrian, Nals und Gargazon, am Tschögglberg an Jenesien und Mölten. Obwohl die Gemeinde weder im Überetsch noch im Unterland liegt, wurde sie aus pragmatischen Erwägungen der Bezirksgemeinschaft Überetsch-Unterland zugeordnet.

## Geschichte
Die 2011 unter archäologischer Aufsicht durchgeführten Aushubarbeiten unmittelbar neben der Pfarrkirche von Terlan brachten römerzeitliche Funde zu Tage. Auch die Anhöhe von Großkarnell und der Rauchenbichl weisen antike Besiedlungsspuren auf.
Ersturkundlich wird der Ort im Jahr 923 als „Torilan“ im Traditionsbuch der bischöflichen Kirche Salzburg genannt, welcher hier und zu Mölten königlicher Besitz übereignet wurde. Der Name lässt sich auf *Taurinanum (‚Gut des Taurinus‘) zurückführen. Im Tiroler Gesamturbar Graf Meinhards II. von 1288 wird umfassender landesfürstlicher Besitz in „Toerlan“ verzeichnet.
Im Spätmittelalter war Terlan eine bedeutende Silberfundstätte. Im 15. Jahrhundert waren um Terlan rund 1000 Knappen in mehr als 30 Gruben mit dem Abbau von Bleiglanz beschäftigt. Das Material wurde über die nahegelegenen Bäche in die Talsohle geschifft, wo es in den dort gelegenen Schmelzöfen aufgearbeitet wurde. Über die Etsch wurde das geschürfte Silber schließlich in den Süden transportiert. Heute erinnern noch einige Flurnamen wie Silberleiten oder Silberleitenhof an diese Vergangenheit.
Im späten 15. Jahrhundert kam es auch zu Auseinandersetzungen der Terlaner (und Siebeneicher) Dorfgemeinschaft mit jener von Gries bei Bozen um agrarische Nutzungs- und Weiderechte im weitläufigen Moosgebiet an der Etsch, die Landesfürst Sigmund von Österreich-Tirol im Jahr 1470 zu schlichten versuchte.

## Wirtschaft und Infrastruktur

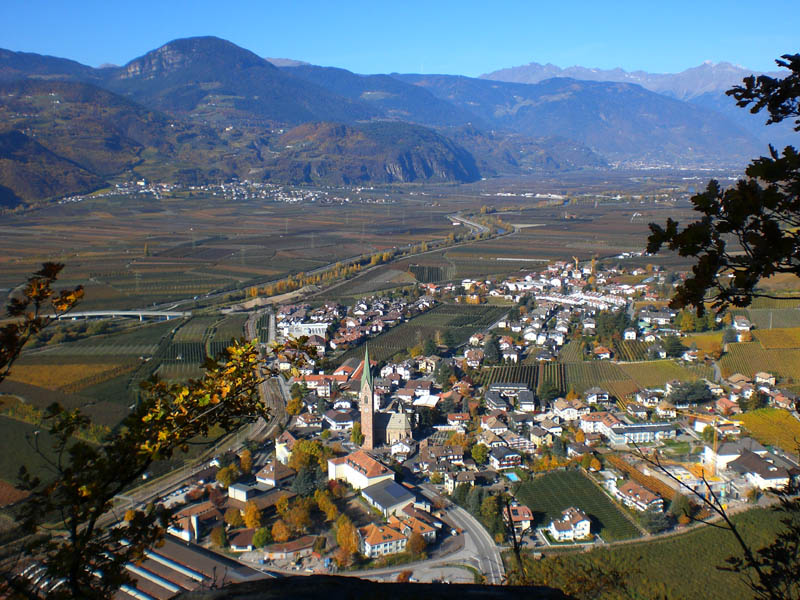
Blick von Burg Neuhaus auf Terlan

### Landwirtschaft
Terlan ist eines der bekanntesten Weindörfer Südtirols. Über 2000 Jahre reicht Terlans Tradition als Weinterroir zurück. Die Weinberge in Terlan beginnen am Fuß des Tschögglbergs auf 250 m Meereshöhe und ziehen sich bis auf 900 m hinauf. Die Terlaner Weine sind geprägt durch eine reiche und reife Fruchtkomponente. Sie sind kräftig und gut strukturiert, wobei die Säure harmonisch eingebunden ist. Ganz typisch sind leichte mineralische Noten im Duft, die vom hohen Mineralgehalt der Porphyrböden stammen. Weiters zeichnen sich die Terlaner Weine durch Eleganz und Finesse aus, die sich meist erst mit längerer Lagerung entwickeln. Geringe Hektarerträge und behutsame, schonende Vinifikation ergeben langlebige Weine. Manche Terlaner Weine zeigen ihr volles Potenzial erst nach Jahrzehnten.
Mitten im Herzen Südtirols befinden sich die Apfelanbaugebiete der Terlaner Obstbauern. Bereits im Jahr 1954 wurde die OG Terlan gegründet. 2008 erwirtschaften die 258 Mitglieder eine Anlieferungsmenge von 30.575 t. Im Jahr 2010 fusionierte die OG Terlan mit fünf Genossenschaften des mittleren Etschtals zur OG Frubona mit Sitz in Siebeneich; im Jahr 2021 erwirtschafteten die 380 Mitglieder etwa 51.000 t.
Ein weiteres für Terlan typisches Produkt ist der Terlaner Spargel.

### Handwerk
Besonders das Handwerk, welches von der Stadtnähe und den günstigen Verkehrsverbindungen profitiert, ist ein wichtiger Teil der Wirtschaft. Es gibt auch einige Gewerbezonen in Terlan (Handwerkerzone Terlan, Handwerkerzone Enzenberg – zwischen Terlan und Siebeneich).
Terlans Erscheinungsbild wird größtenteils von den vielen Apfel- und Rebanlagen geprägt.

### Tourismus
Terlan ist Ausgangspunkt für zahlreiche Wanderungen. Es existieren autoverkehrsfreie Radwege entlang der Etsch und sehr verkehrsarme, landwirtschaftliche Wege durch Apfelplantagen. Des Weiteren gibt es mehrere Gasthäuser und Pizzerien sowie Hotels in verschiedenen Preisklassen.

### Nahversorgung
Terlan hat eine funktionierende Nahversorgung.
In der Dorfmitte des Hauptortes gibt es ein Gemischtwarengeschäft, zwei Metzgereien, eine Conad-Filiale und eine Eurospin-Filiale. Des Weiteren existieren mehrere Gasthäuser und Pizzerien sowie Hotels in verschiedenen Preisklassen. Es gibt zwei verschiedene Banken im Ortskern: der Hauptsitz der Raiffeisenkasse Etschtal und eine Filiale der Südtiroler Sparkasse. In den Fraktionen Siebeneich und Vilpian befinden sich jeweils eine Filiale der Raiffeisenkasse Etschtal.

### Verkehr

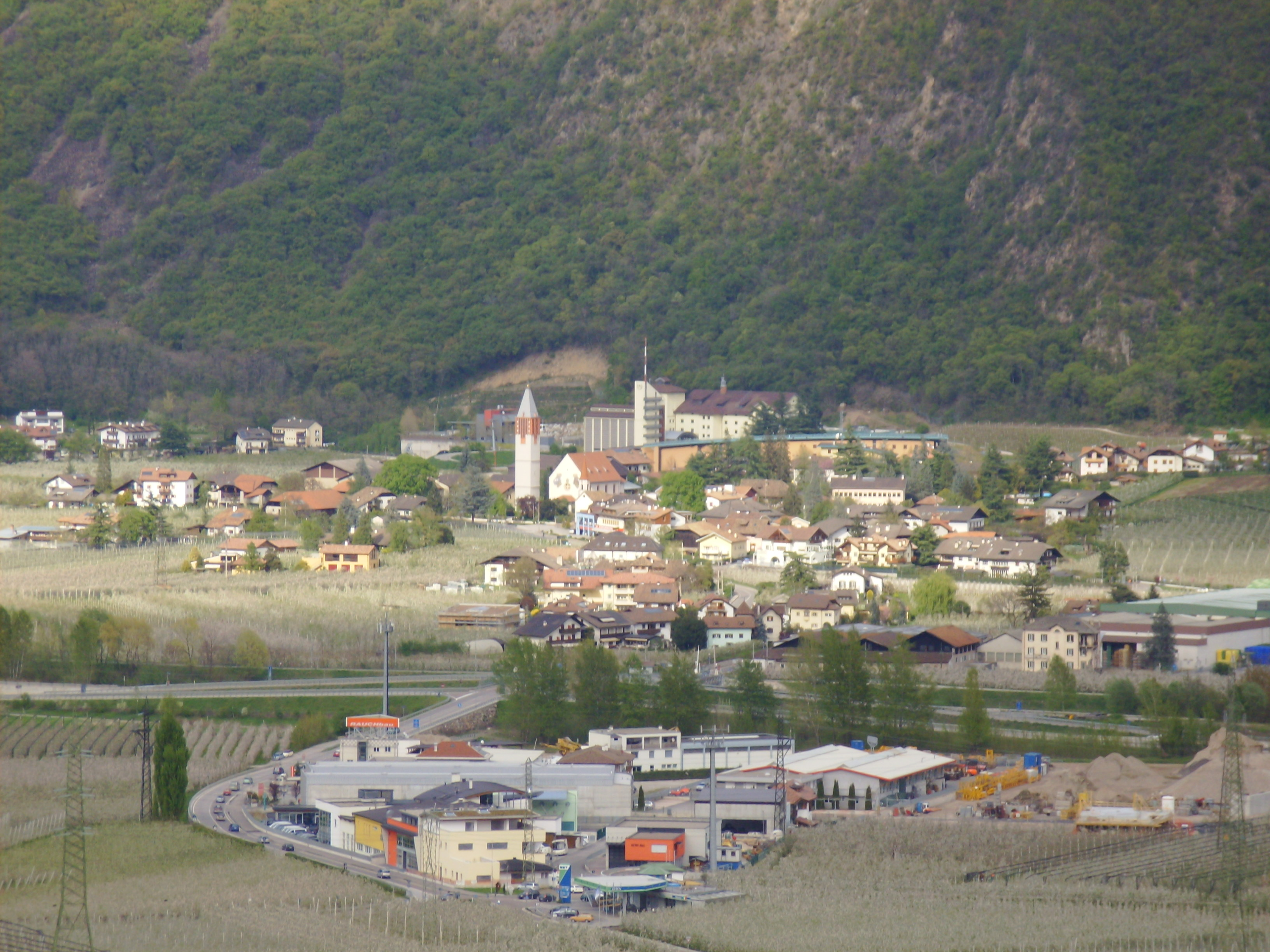
Vilpian

Für den Kraftverkehr ist die Gemeinde heute in erster Linie durch die Schnellstraße Meran–Bozen („MeBo“) erschlossen, die die alte, mitten durch die Ortskerne verlaufende Staatsstraße wesentlich entlastet. Im Hauptort Terlan zweigt dazu die Höhenstraße auf den Tschögglberg Richtung Mölten ab.
Die Bahnstrecke Bozen–Meran bietet im Gemeindegebiet drei Zugangsstellen an den Bahnhöfen Siebeneich, Terlan und Vilpian-Nals.
Parallel zur Etsch verläuft die Radroute 2 „Vinschgau–Bozen“. Die Seilbahn Mölten führt von Vilpian auf den Tschögglberg hoch.

### Bildung
Für die deutsche Sprachgruppe bestehen in den drei Fraktionen Terlan, Siebeneich und Vilpian jeweils ein Kindergarten und eine Grundschule; die im Hauptort angesiedelte deutschsprachige Mittelschule bedient hingegen die Schüler aller drei Fraktionen gemeinsam sowie zusätzlich der Nachbargemeinden Andrian, Gargazon und Nals.
Das Angebot für die italienische Sprachgruppe beschränkt sich auf eine Grundschule im Hauptort.
Die Bibliothek Terlan verfügt über einen großen Bestand an Büchern, Zeitschriften und neuen Medien. Zudem gibt es Leihstellen in Siebeneich und Vilpian. Seit 1983 besteht in Terlan auch eine Musikschule.

## Politik

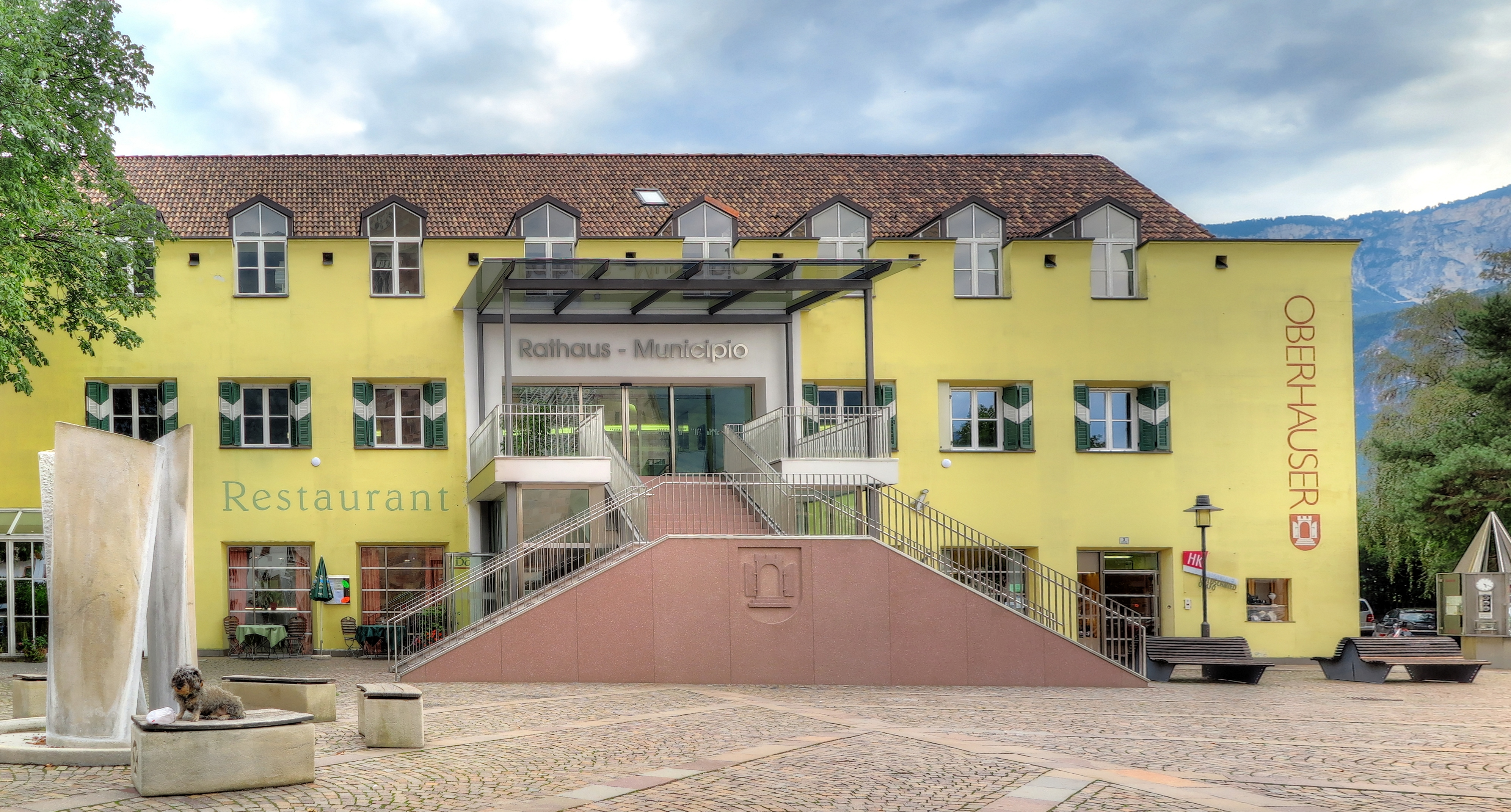
Terlaner Rathaus

### Bürgermeister
Bürgermeister seit 1952:
- Diego Baron Eyrl: 1952–1958
- Hugo Höller: 1958–1974
- Ernst Mitterer: 1974–1980
- Josef Platter: 1980–2005
- Klaus Runer: 2005–2020
- Hansjörg Zelger: seit 2020

### Wappen
Das Wappen zeigt in rotem Schild einen frei schwebenden silber/weißen, auf drei zum Tor hin schmäler werdenden Stufen stehenden gezinnten Torturm mit nach außen geöffneten Türflügeln.
Das Wappen der Gemeinde Terlan ist identisch mit dem Wappenschild der aus Bozen stammenden, in den Adelsstand aufgestiegenen Familie Niederthor, die das Gericht Neuhaus (in Terlan) von 1382 bis zu ihrem Aussterben 1559 als landesfürstliches Lehen innehatte.

## Bevölkerung
Terlan ist gemäß den erhobenen Sprachgruppenzugehörigkeitserklärungen bzw. Sprachgruppenzuordnungserklärungen eine mehrheitlich deutschsprachige Gemeinde. Als Berechnungsgrundlage der folgenden Prozentwerte wurden die gültigen Erklärungen von Personen mit italienischer Staatsbürgerschaft herangezogen.
| Sprache     | 1981    | 1991    | 2001    | 2011    | 2024    |
| ----------- | ------- | ------- | ------- | ------- | ------- |
| Deutsch     | 88,16 % | 88,59 % | 86,62 % | 83,61 % | 79,20 % |
| Italienisch | 11,78 % | 10,95 % | 13,09 % | 16,07 % | 20,47 % |
| Ladinisch   | 0,07 %  | 0,46 %  | 0,30 %  | 0,32 %  | 0,33 %  |

## Sehenswürdigkeiten

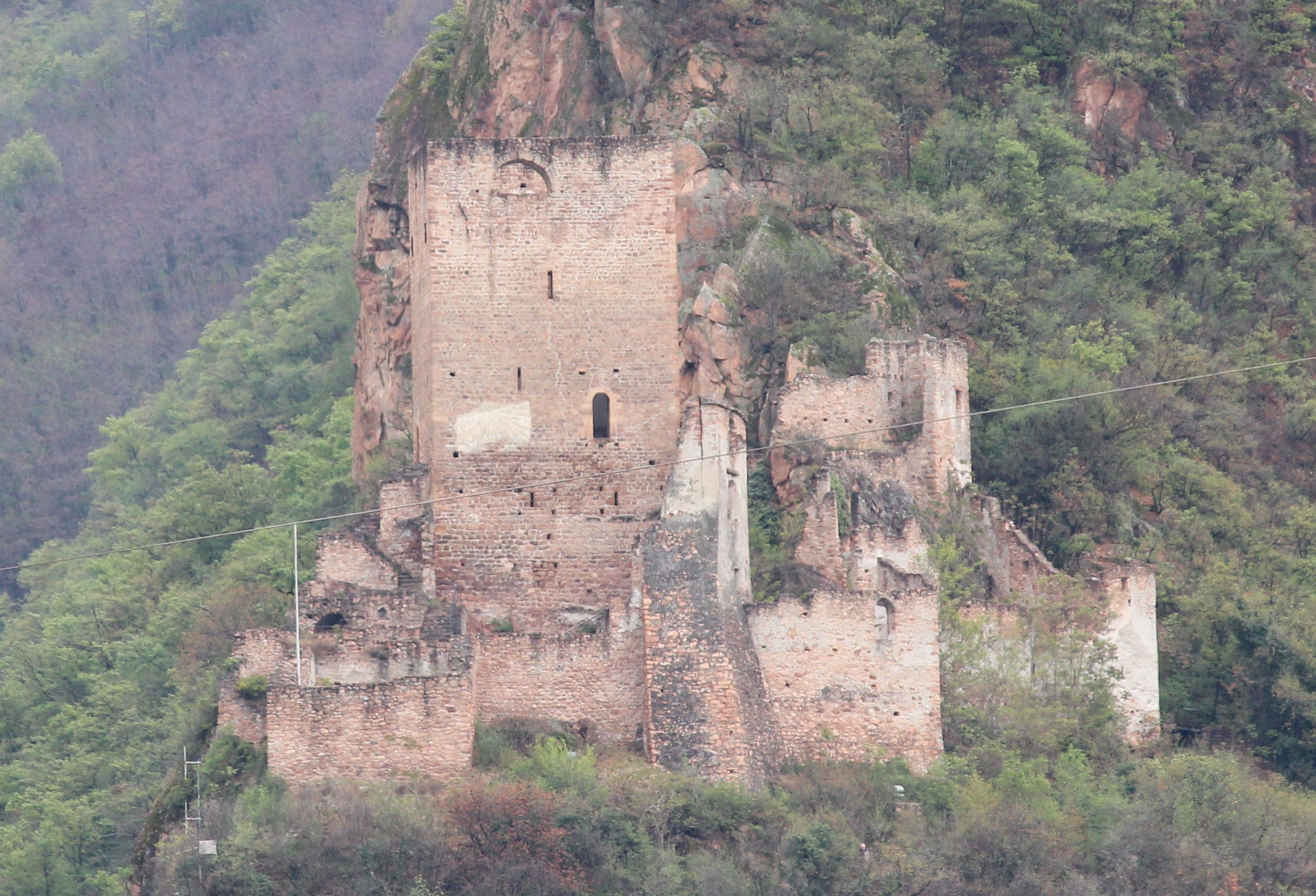
Burgruine Neuhaus, Wahrzeichen Terlans

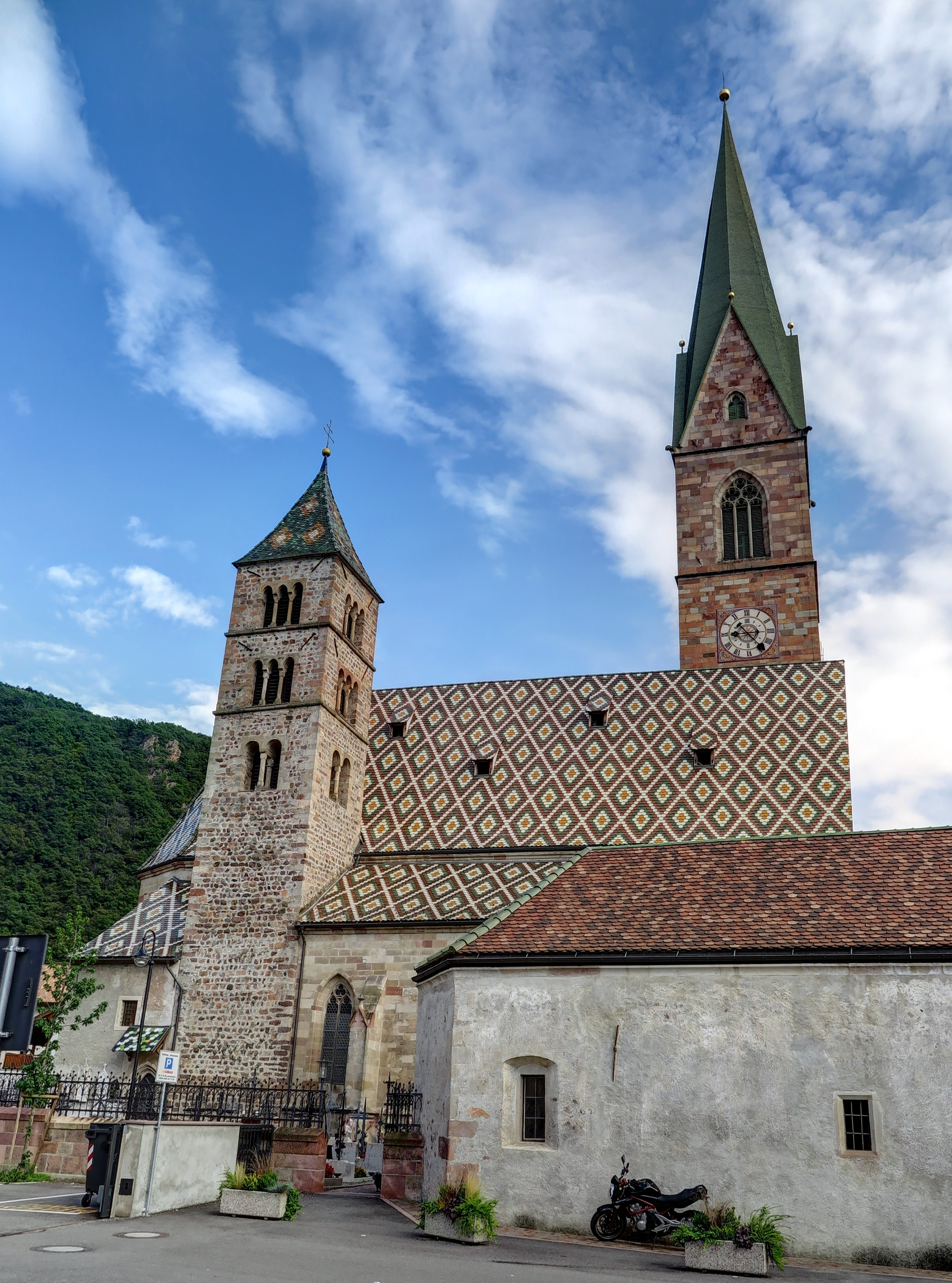
Maria Himmelfahrt

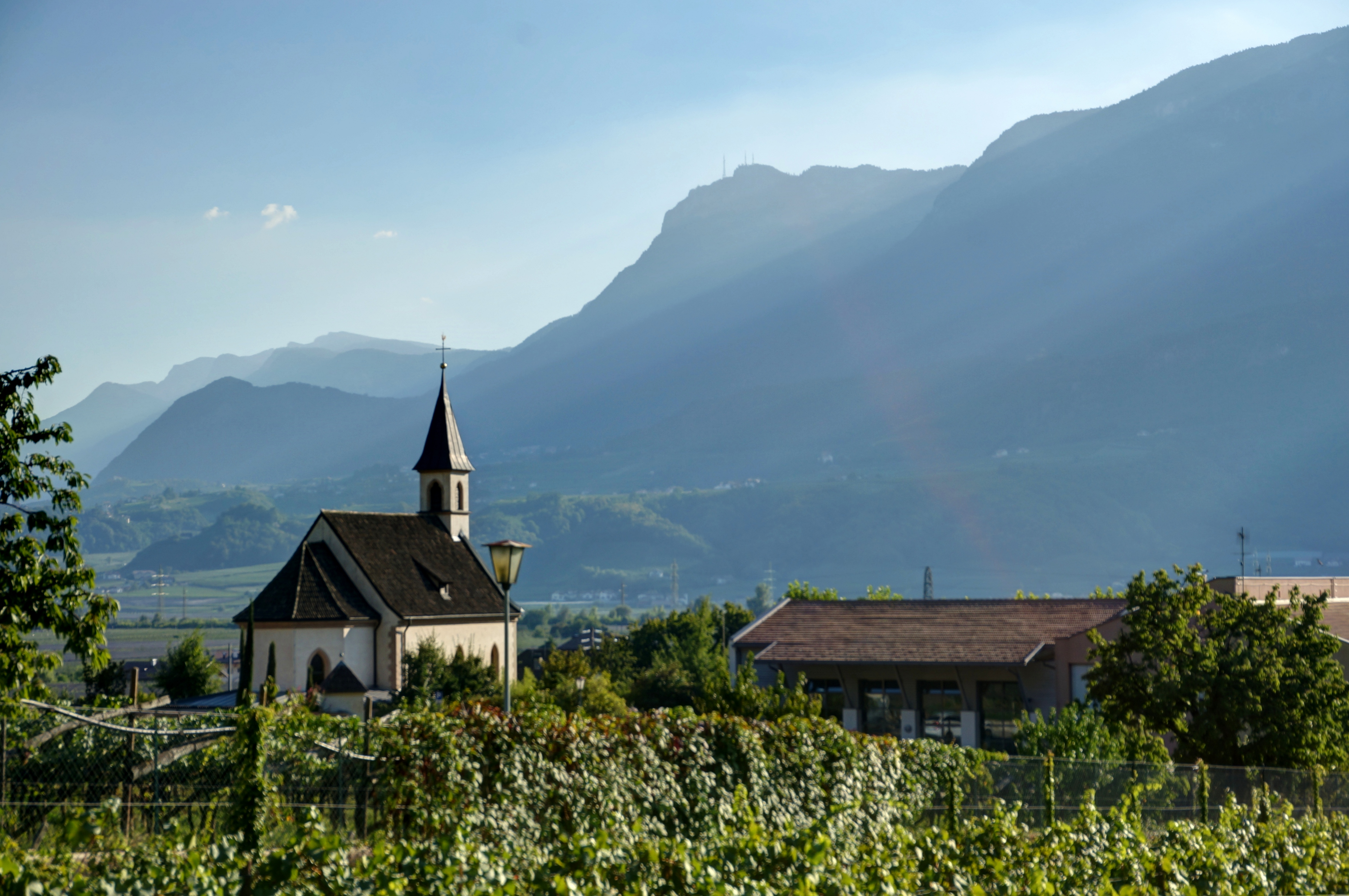
Pfarrkirche zum Hl. Herzen Jesu

- Burgruine Neuhaus, auch „Burg Maultasch“ genannt, entstand um 1206, wurde zweimal zerstört und 1320 wieder aufgebaut. Seit 1733 im Besitz der Grafen Tannenberg und der Grafen Enzenberg. Sie ist über einen Wanderweg von Terlan aus in einer halben Stunde erreichbar.
- Burg Greifenstein wurde im Jahre 1159 erstmals erwähnt. Sie thront hoch über der Terlaner Fraktion Siebeneich und liegt auf dem Gebiet der Gemeinde Jenesien. Greifenstein wird im Volksmund auch als Sauschloss bezeichnet. Erreichbar ist die Ruine in einer ca. einstündigen Wanderung, ausgehend von Siebeneich.
- Ansitz Liebeneich mit St.-Johannes-Nepomuk-Kapelle (1. Hälfte des 18. Jahrhunderts). Ursprünglich Besitz der Schenken von Terlan (ebenso wie der Schenkenhof), durch Heirat ab 1490 im Besitz derer von Andrian-Werburg, nach 1587 durch Kauf an die Herren von Eyrl. Bis 1823 Sitz des Gerichts Neuhaus, das seit 1733 im Besitz der Grafen Tannenberg, dann deren Erben, der Grafen Enzenberg war, die den Ansitz bis heute besitzen.
- Ansitz Köstenholz, 16.–18. Jahrhundert (von Eyrl)
- Turm in Kreut, spätmittelalterlich-frühneuzeitlicher Wohnturm im Ortsteil Kreuth (Oberkreuth)
- Ries auf Montigl, spätmittelalterlicher Wohnturm im Weiler Montigl
- Ansitz Großkarnell in Siebeneich
- Die dem Deutschen Orden anvertraute Pfarrkirche Zum Heiligsten Herzen Jesu, nahe  der Hauptstraße nach Bozen im Terlaner Ortsteil (Fraktion) Siebeneich mit einem teilweise modern gestalteten Kircheninnenraum.
- Die Pfarrkirche von Terlan zu Maria Himmelfahrt wurde als hochgotischer Bau im 14. Jahrhundert errichtet. Der kleinere, romanische Seitenturm bestand bereits im 13. Jahrhundert. Auffallend ist das bunt glasierte Ziegeldach des spätgotischen Turms aus dem 16. Jahrhundert. Die Kirche beherbergt das größte Freskenvorkommen Südtirols auf dem Land.[13] Der Kirchturm ist rund 75 m hoch und wurde im spätgotischen Stil im 16. Jahrhundert erbaut. Er neigte sich im Lauf der Jahrhunderte, bis er eine Schieflage von ca. 10 Metern erreichte. Daher wurde er abgetragen und von 1891 bis 1893 mit den originalen, einzeln durchnummerierten Steinen unter der Ägide von Propst Josef Weiser wieder aufgebaut. Die letzte große Restaurierung des Turms erfolgte in den Jahren 1995/96. Bei dem Terlaner Kirchturm handelt es sich um den dritthöchsten Südtirols. Aus heutiger Sicht stellt die Kirchturmuhr eine Besonderheit dar, denn bei dieser Uhr zeigt der große Zeiger die Stunden und der kleine Zeiger die Minuten an. Vor der Einführung der genaueren Pendeluhr Ende des 17. Jahrhunderts gab es wegen der Ungenauigkeit der Uhrwerke nur Stundenzeiger. Der alte große Stundenzeiger wurde also belassen, als nachträglich ein kleiner Minutenzeiger hinzugefügt wurde.[14]
- Die Gratl-Kirche liegt rechterhand kurz vor dem Ortsende auf der Straße nach Meran. Im Jahre 1987 wurde die Privatkapelle an die Pfarrei Terlan abgetreten. Die volkstümliche Bezeichnung des Sakralbaus rührt daher, dass sie räumlicher Bestandteil des „Gratl-Hofs“ war. 1992/93 erfolgte die unumgänglich gewordene Restaurierung. Seitdem finden in ihr jährlich einige Gottesdienstfeiern statt. Die Kirche ist der Unbefleckten Empfängnis geweiht, worauf die Marienstatue in der Vierecknische vor dem Haupteingang hinweist. Das Kirchweihfest wird am 24. Juni begangen. Das Altarbild zeigt die Muttergottes; darüber sind Gottvater und der Heilige Geist als Taube zu sehen, darunter Abbildungen der beiden Heiligen Franz von Assisi und Antonius von Padua.[15]
- St.-Antonius-Kapelle in Siebeneich bei Terlan
- St. Margareth in der Klause – spätgotische Kirchenruine in Klaus bei Terlan

Historische Gebäude in und um Terlan
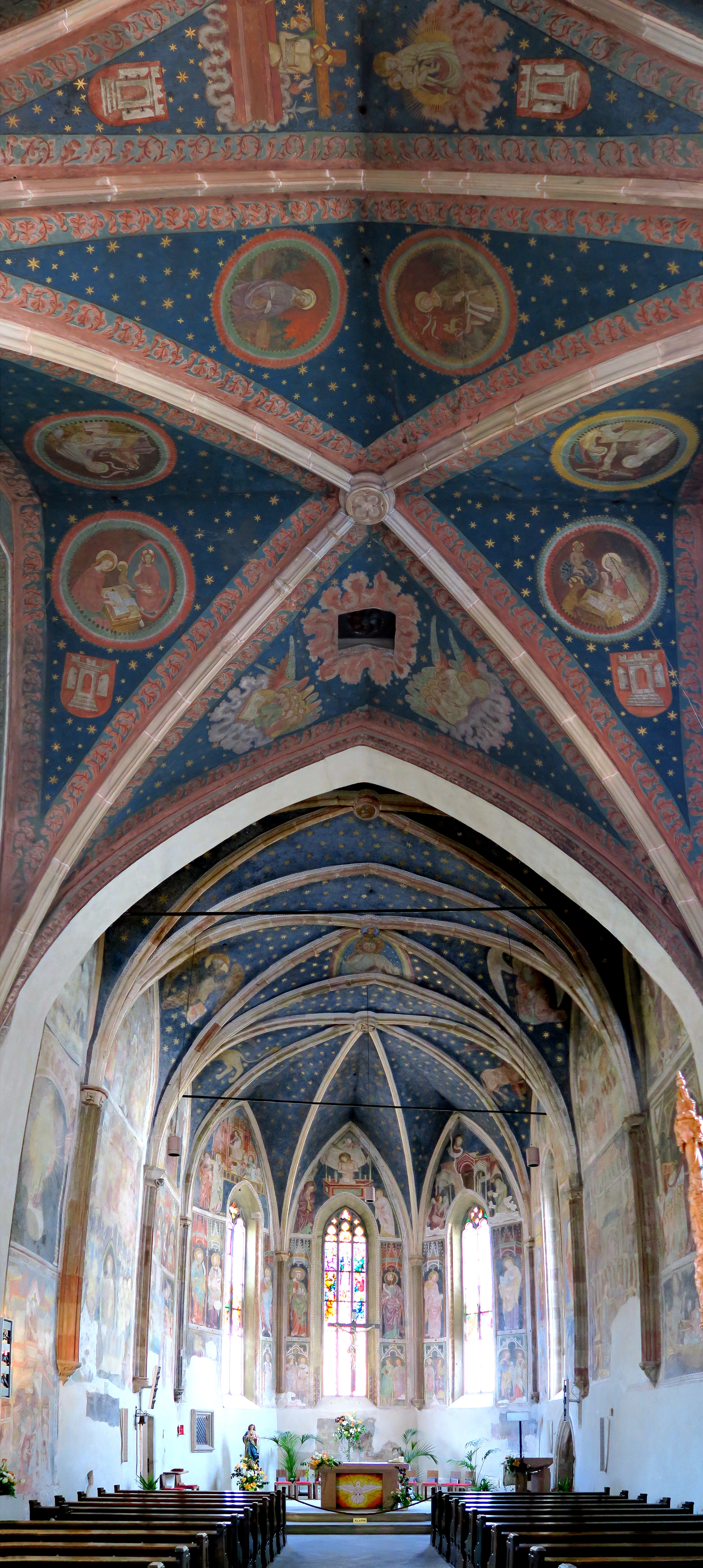
Maria Himmelfahrt Altarraum mit Fresken
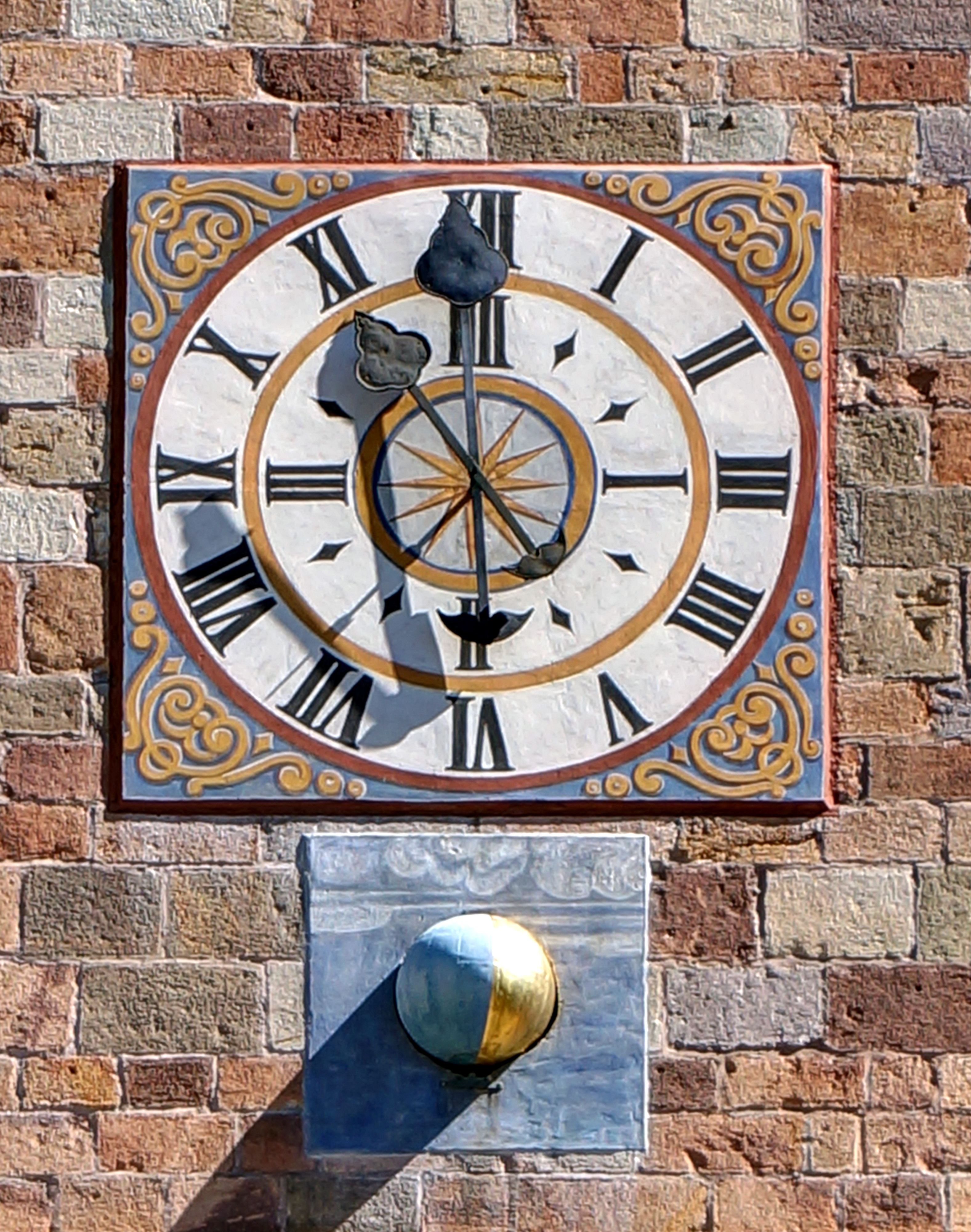
Maria Himmelfahrt „Umgekehrte“ Zeiger, es ist 11:55
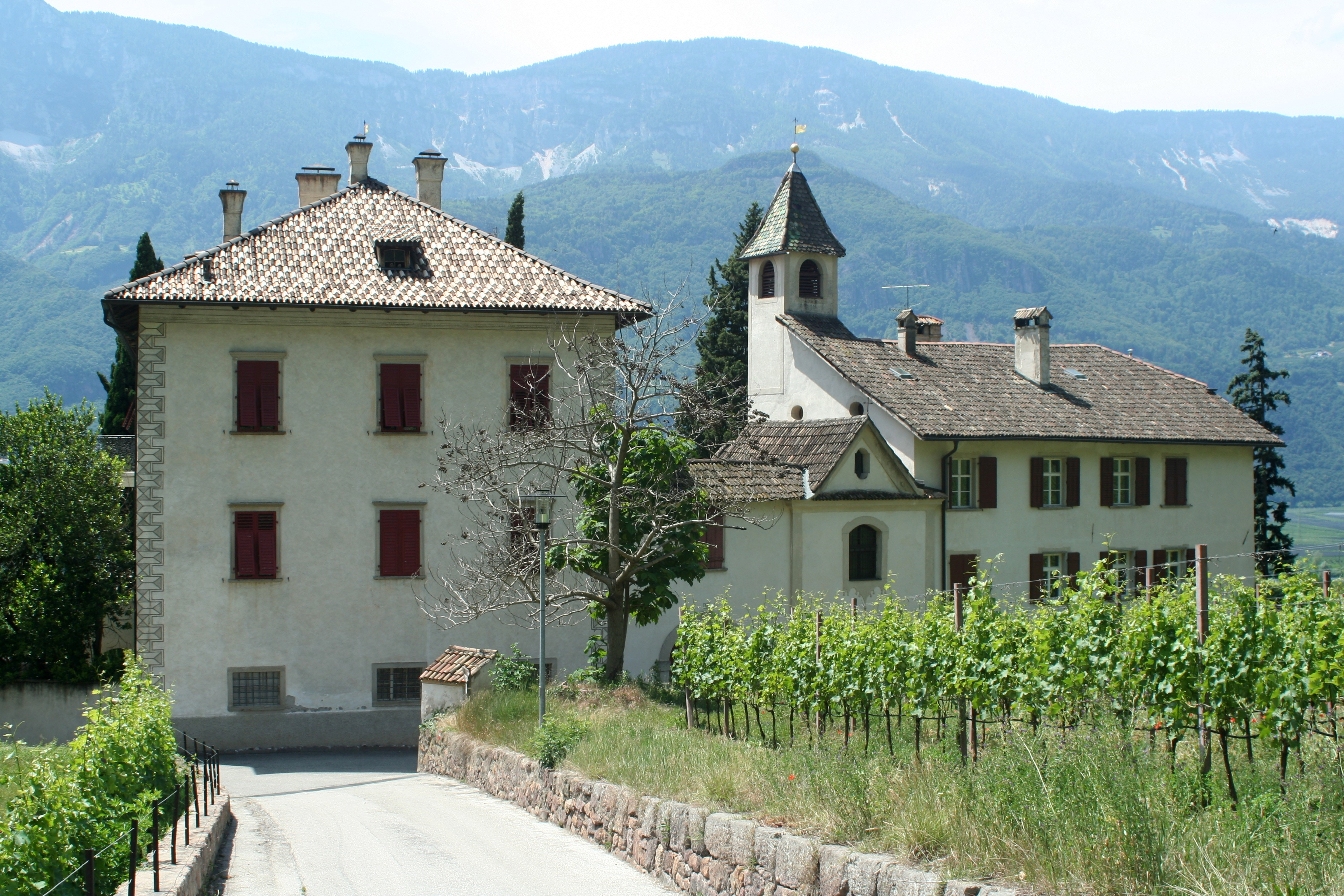
Ansitz Liebeneich
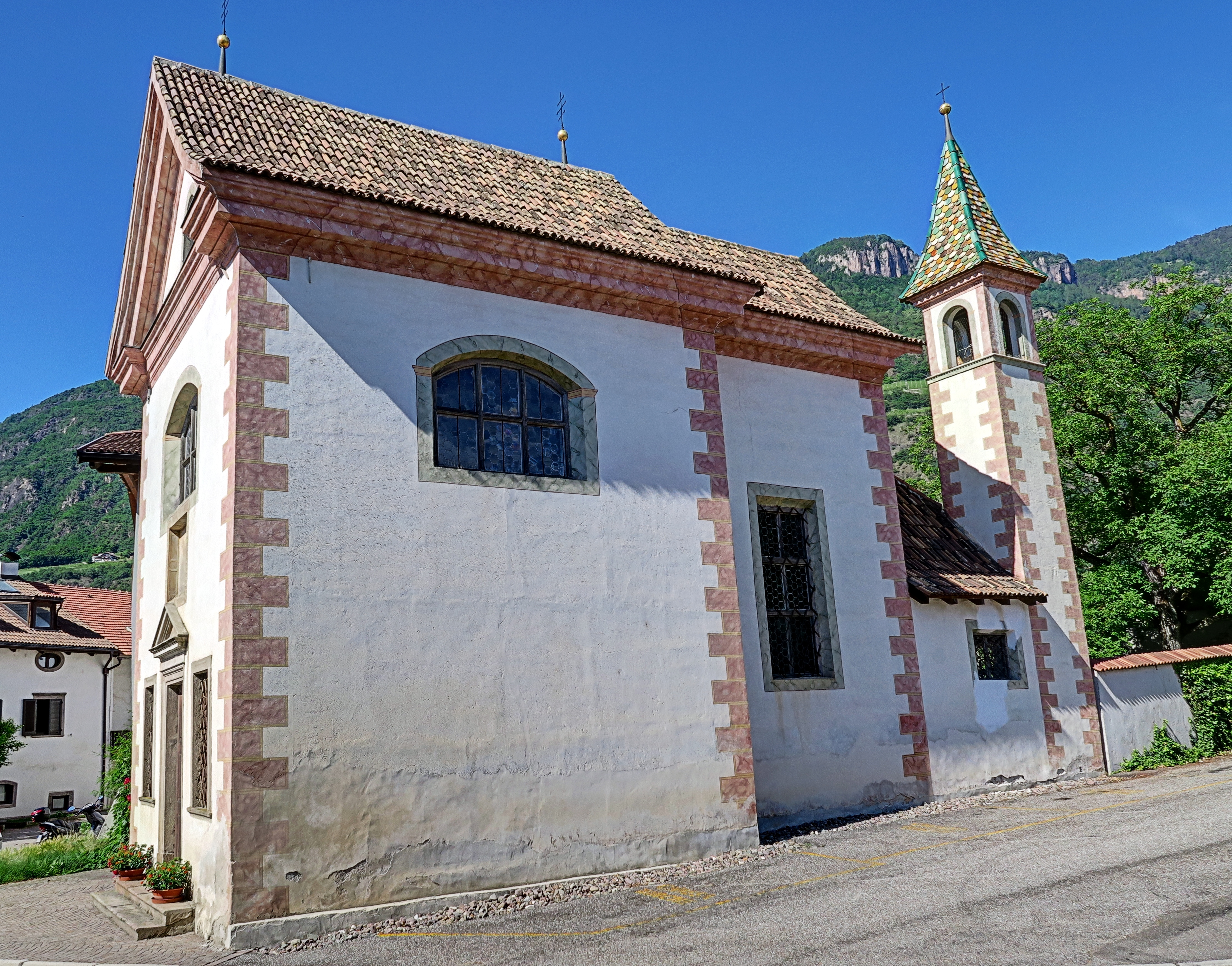
Gratlkirchl im Ortsteil Kreuth
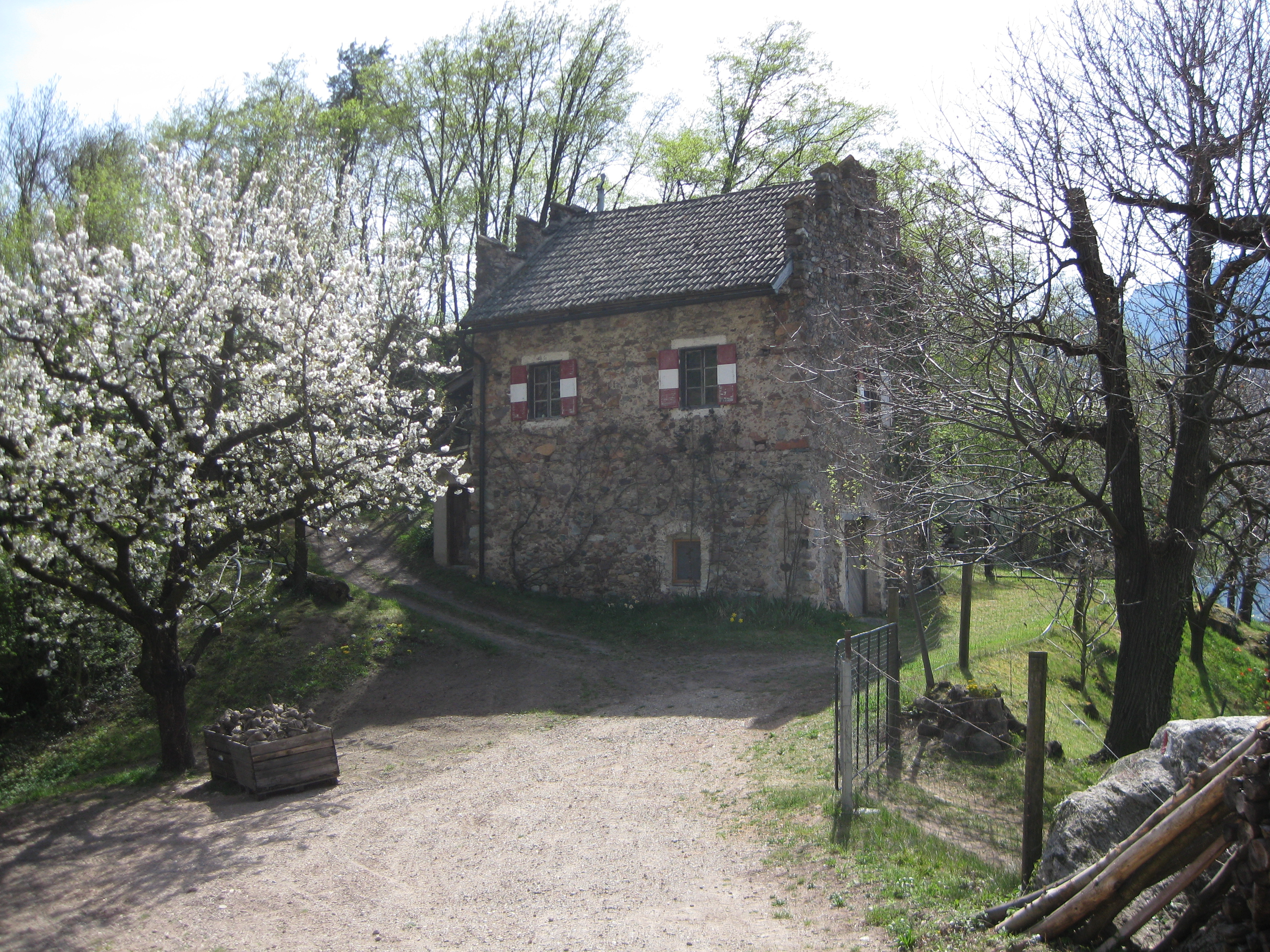
Spätmittelalterlicher Wohnturm Ries auf Montigl